# 회색지대
회색지대 또는 그레이 존(grey-zone, gray zone, gray-zone)은 평화와 전쟁 사이에서 국가 행위자와 비국가 행위자가 경쟁하는 공간을 묘사한다.

## 정의
회색지대라는 용어의 사용은 국가안전보장 분야에서 널리 퍼져 있지만, 회색지대의 정의나 심지어 이 용어가 유용한지에 대한 보편적인 합의는 없으며, "유행에 민감한" 또는 "모호한" 것부터 "유용한" 또는 "훌륭한" 것까지 다양한 견해가 있다.
회색지대는 미국 특수작전사령부에 의해 "전통적인 전쟁과 평화의 이분법 사이에 놓이는 국가 및 비국가 행위자 간 그리고 내부의 경쟁적 상호작용"으로 정의된다. 회색지대 내 작전의 핵심 요소는 합법적인 재래식 군사적 대응(전쟁권)을 유발할 수 있는 공격 임계값 미만으로 유지된다는 것이다. 한 논문은 이를 "전쟁에 미치지 못하는 강압적 국가 행위"와 "국가가 다른 국가를 의도적으로 강압하기 위해 국가 자원을 사용하는 주로 비군사적인 인간 활동 영역"으로 정의했다. 전략국제연구센터는 회색지대를 "일상적인 국가 행위와 공개적인 전쟁 사이의 분쟁 영역"으로 정의한다. 영국 국방부 장관 벤 월러스는 회색지대를 "평화와 전쟁 사이의 불확실한 지대"라고 불렀다.
회색지대 전쟁은 일반적으로 국제 관계에서 직접적인 분쟁과 평화 사이에 존재하는 중간적이고 불분명한 공간을 의미한다.
빈센트 케이블에 따르면, 회색지대 활동의 예시로는 산업 가치 사슬이나 석유 및 가스 공급을 훼손하는 행위, 돈세탁, 첩보 및 사보타주 사용 등이 있다. 리시밍에 따르면 "회색지대 분쟁은 무력 위협을 사용하여 두려움과 협박을 조장하는 것을 특징으로 한다." 미 해군 제독 새뮤얼 파파로는 로미오 브라우너 주니어가 선호하는 용어에 따라 회색지대 활동을 "불법적이고, 강압적이며, 공격적이고, 기만적" (ICAP)이라고 명명했다.

## 역사
회색지대라는 용어는 미국 특수작전사령부에서 만들어냈으며 2015년 백서에서 발표되었다. 회색지대의 개념은 기존 군사 전략에 기반을 두고 있지만, 정보기술이 가능성을 확장시키는 급진적인 새로운 공간을 창조했다. 현대 하이브리드 전쟁과 정치전 작전은 주로 회색지대에서 발생한다.
2010년대 후반, 중화인민공화국은 더 작은 국가인 중화민국과의 통일을 강제하기 위해 회색지대 전쟁으로 확전했다. 중화민국의 해안경비대(Coast Guard Administration)는 증가하는 회색지대 도전에 대응하기 위해 신속하게 확장해야 했다. 해양 영역에서 중화민국에 대한 중화인민공화국의 회색지대 작전은 그럴듯한 부인을 유지하면서 존재감을 확립하기 위한 것이다.

## 우려
일반적으로 비민주주의 국가들은 국내 법률과 규제에 덜 제한되기 때문에 회색지대에서 더 효과적으로 작전할 수 있다고 믿어진다. 민주주의 국가들이 회색지대 위협에 대응하는 것은 매우 어려울 수 있는데, 그들의 법률 및 군사 시스템이 전쟁과 평화의 관점에서 분쟁을 바라보도록 맞춰져 있어 그 중간 지대에 대한 준비나 고려가 거의 없기 때문이다. 이는 민주주의 국가들이 회색지대 도전에 직면했을 때 극도로 과잉 반응하거나 과소 반응하게 만들 수 있다.

### 하이브리드 전쟁과의 관계
회색지대 분쟁 또는 전쟁의 개념은 하이브리드 전쟁의 개념과 구별되지만, 현대 시대에 국가들이 회색지대에서 비재래식 도구와 하이브리드 기술을 가장 자주 적용하기 때문에 이 둘은 밀접하게 연결되어 있다. 그러나 선전 캠페인, 경제적 압력, 비국가 단체 사용 등 회색지대에서 국가들이 사용하는 많은 비재래식 도구들은 공식적인 국가 수준의 침략으로 이어지는 임계값을 넘지 않는다.

### 남중국해에서중화인민공화국의 회색지대 전술
중화인민공화국은 남중국해에서 회색지대 캠페인을 벌여 "살라미 전술" 철학을 채택했다. 이는 고립된 상태에서 볼 때 대규모 보복 조치로 이어질 정도로 미미하지만, 전체적으로 볼 때 지역에 중대한 변화를 가져올 수 있는 일관된 점진적 이득을 추구하는 방식이다.
남중국해는 중화인민공화국, 중화민국, 필리핀, 말레이시아, 브루나이, 베트남 모두가 중첩된 영유권을 주장하며 고도로 분쟁이 많은 지역이다. 중화인민공화국은 9단선 지도를 근거로 남중국해 전체에 대한 관할권을 주장한다. 그러나 이 역사적 근거는 논란이 있으며, 해양법에 관한 유엔 협약과 충돌하고, 상설중재재판소의 2016년 결정에서는 국제법상 법적 근거가 없다고 판결되었다. 중화인민공화국은 이 결정이 무효라고 주장한다.
중화인민공화국이 남중국해에서 자신들의 이익을 증진하기 위한 주요 두 가지 전술은 인공섬 건설과 중화인민공화국 해상민병의 활용이었다. 이 전술들은 국제법상 합법성에 의문이 제기되며 역내 다른 행위자들로부터 비판을 불러일으켰다. 그럼에도 불구하고, 이러한 행동들은 전쟁 발발로 이어지지 않았다. 따라서 이들은 "회색지대"에 속한다.

#### 인공섬 건설
중화인민공화국의 인공섬 건설은 엄청난 양의 모래와 자갈을 준설하여 기존 산호초 위에 버리는 방식으로 이루어진다. 스프래틀리 군도에서 중화인민공화국의 매립 작업은 천만 세제곱미터 이상의 모래가 다섯 군데의 암초로 운반된 것으로 추정된다. 중화인민공화국은 2013년 이래로 남중국해에 3,200에이커의 새로운 육지를 만들었으며, 국영 언론은 점유한 섬에 5,000명 이상의 인원이 주둔하고 있다고 보도했다. 이러한 섬들의 건설은 중화인민공화국의 배타적 경제 수역(EEZ) 외곽에만 국한되지 않으며, 종종 다른 국가들의 EEZ 내에 들어오기 때문에 대체로 문제가 되고 있다. 예를 들어, 2024년 5월에도 필리핀은 자국 해안에서 불과 90해리 떨어진 곳(국가들이 UNCLOS에 따라 누리는 200해리 EEZ 내)에서 매립 조짐을 포착했다.
중화인민공화국은 이들 섬을 건설한 후 군사화한다. 레이돔, 포탑, 접근 미사일 및 항공기를 탐지하고 파괴하기 위한 근접 방어 무기 시스템이 인공섬의 일반적인 특징이며, 정보 수집 및 잠수함 추적 항공기가 "피어리크로스의 비행장에서 자주 운용"되는 것으로 보고되었다. 이러한 섬의 군사화는 중화인민공화국이 주장하는 지역에서 경쟁국 군대의 접근을 저지하고, 중화인민공화국의 전력 투사를 증가시키며, 군사 충돌 시(예: 중화민국 침공 가능성) 군대가 기동할 수 있는 더 넓은 공간을 제공한다.

#### 해상 민병대
중화인민공화국은 중국 인민해방군 해군을 직접 고용하는 것을 대체로 피하고, 어부들이 통제하는 민간 선박을 고용하여 분쟁 해역에서 "순찰, 감시, 외국 어선 공격"을 포함한 임무를 수행하게 했다. 이 민간 선박들은 중화인민공화국의 해상 민병대를 구성하며, 군복을 입지 않고 정규 어업 활동에도 참여하여 군사 활동과 민간 활동의 경계를 모호하게 한다. 따라서 중화인민공화국 정부가 외국 선박 괴롭힘 및 영해와 상업 활동 접근 방지 문제에 직접적으로 연루되기보다는, 민간인 고용 해상 민병대가 자신들의 지시와 주도 아래 해상법을 집행하는 구실로 운영된다.
해상 민병대는 어떤 정부나 국가 기관과도 공식적으로 연결되어 있지 않지만, "사진과 비디오, 선박 간 자동 식별 시스템 데이터 및 여러 보트를 묶어 '뗏목을 만드는' 것과 같은 다른 명백한 행동"은 그들이 "중화인민공화국 정부에 의해 조직, 자금 지원 및 지시를 받는다"는 것을 분명히 했다. 민병대의 목표는 "분쟁 지역에서 [중국]의 존재를 확립하고, 다른 영유권 주장자들의 활동을 압도하거나, 압력 하에서 중화인민공화국의 존재 주장을 강화하는 것"이다.
중화인민공화국은 해상 민병대를 이용하여 남중국해에서 경쟁국으로부터 영토를 빼앗았는데, 이는 인민해방군 장자오중 소장이 "양배추 전술"이라고 부르는 것을 사용했다. 이는 민병대가 때로는 해군과 함께 분쟁 지역을 너무 많은 보트로 둘러싸서 "섬이 마치 양배추처럼 겹겹이 싸여" 있는 것처럼 만드는 전술이다.
장 장군은 양배추 전술이 필리핀으로부터 영토를 빼앗는 데 효과적이라고 말하며, "그 작은 섬들은 병사 몇 명만 주둔할 수 있을 뿐, 식량이나 식수조차 없다. 만약 우리가 양배추 전술을 실행한다면, 당신은 섬에 식량과 식수를 보낼 수 없을 것이다. 일주일이나 이주일 동안 보급이 없으면, 그곳에 주둔한 병사들은 스스로 섬을 떠날 것이다. 일단 떠나면, 그들은 결코 돌아올 수 없을 것이다."라고 말했다.

##### 휘트선 암초 사건- 2021년 3월
양배추 전술은 2021년 3월에 사용되었는데, 220척의 중화인민공화국 어선이 필리핀 소유의 휘트선 암초 근처에 정박했다. 이 선박들은 "거친 날씨"를 정박 이유로 들었다. 그러나 일단 포위되자 중화인민공화국은 효과적으로 영토를 장악하기 위해 반접근/지역 거부(A2/AD) 전략을 실행했다.

##### BRP 시에라 마드레 사건 - 2013년 5월
양배추 전술은 중국 해경과 같은 다른 중국 준군사 조직에 의해서도 사용되었다. 이들은 2013년 5월, 국가 해안경비대의 전통적인 임무 범위를 넘어 BRP 시에라 마드레를 포위하고 보급을 차단했는데, 이 선박은 현재 세컨드 토마스 숄에 임시 군사 기지 역할을 하는 좌초된 필리핀 선박이다. 중화인민공화국은 그 이후로 이 기지 주변에 봉쇄를 계속하여 선박 수리를 막고, 필리핀이 결국 이 기지를 포기하고 해당 지역에서 철수하도록 강제할 목적으로 움직이고 있다.

##### HD-981 사건 - 2014년
중화인민공화국은 또한 양배추 전략 임무 외에 해상 민병대를 사용하기도 했다. 민병대는 다른 국가들의 선박을 괴롭혀 중화인민공화국의 존재를 알리고, 다른 국가들의 대응 의지를 시험하며, 잠재적으로 다른 국가들의 선박을 해당 지역 밖으로 밀어내는 것으로 알려져 있다. 2014년, HD-981 사건이 발생했는데, 해상 민병대(해안경비대 선박, 운송선, 예인선, 어선으로 구성)가 해군 함정의 호위를 받으며 중국해양석유총공사의 석유 굴착 장비를 베트남의 EEZ 내 수역으로 이동시켰다. 이 움직임은 베트남 어선들이 베트남 EEZ 내 전통 어장에서 어업을 하는 것을 방해했으며, 중화인민공화국이 자신들의 이익을 위해 베트남의 EEZ를 이용할 수 있도록 했다.

### 남중국해에서중화인민공화국의 회색지대 전술에 대한 대응
중화인민공화국의 행동은 이 지역의 다른 국가들 간의 협력을 촉발하여 중화인민공화국의 영향력에 대한 균형을 맞추도록 했다. 필리핀과 베트남은 중화인민공화국을 비난하며 더욱 긴밀해졌고, 양국 모두 자신들의 EEZ 내에서 인공섬 건설을 늘리고 있다. 베트남은 2023년 11월부터 2024년 6월 사이에 692에이커 이상의 토지를 추가했는데, 이는 지난 2년 동안 추가한 면적을 합친 것보다 많다.
베트남이 남중국해에서 인공섬 건설을 늘리고 있지만, 필리핀은 이러한 확장에 만족하고 있다. 필리핀 해군 제독 로이 빈센트 트리니다드는 "베트남은 중화인민공화국과는 달리 우리에게 불법적이고, 강압적이며, 공격적이고, 기만적인 행동을 시작하지 않는다"고 밝혔다. 이러한 정서는 필리핀 해안경비대 제독 제이 타리엘라에 의해서도 재차 강조되었는데, 그는 베트남이 "우리 어부들을 괴롭히거나 우리가 점유하고 있는 해상 구조물 주변 해역에 해안경비대 선박과 해상 민병대를 불법적으로 배치하는 행위에 관여하지 않는다"고 말했다.
이 지역에서 중화인민공화국의 회색지대 활동은 또한 미국의 대응을 촉발시켰다. 미국은 꾸준한 존재감을 유지하고 중화인민공화국의 이득 축적을 저지하기 위해 이 지역에서 항해의 자유 작전(FONOPS)을 수행했다. 중화인민공화국은 이를 비난하며 미국이 자국 EEZ에서 군사 작전을 수행할 수 없다고 주장했지만, 미국은 UNCLOS에 따라 그렇게 할 모든 권리가 있다고 지적했다.
또한, 중화인민공화국의 인공섬 상공에 대한 주권 주장을 무시하기 위해 미국은 2015년 12월 B-52 폭격기를 중화인민공화국 인공섬 상공으로 비행시켰다.

### 동중국해에서의 회색지대 전술
동중국해(ECS)는 중화인민공화국과 일본 사이에 위치하여 국제적으로 매우 중요한 지역이다. 이 지역의 위치는 세계에서 두 번째와 세 번째로 큰 경제대국 간의 분쟁의 장이 된다. 이 두 거대 경제대국이 영토 분쟁에서 맞서는 만큼, 이 지역에서 이루어지는 모든 행동은 나머지 지역의 안보 상황에 상당한 영향을 미친다. 이 외에도 또 다른 경제 대국인 대한민국과의 근접성으로 인해 동중국해는 더욱 중요해진다.
2006년 일본과 중화인민공화국 간의 협정은 이 지역을 "평화, 협력, 우정의 바다"로 만들고자 했다. 그러나 이 목표는 특히 지난 몇 년 동안 중화인민공화국이 이 지역에서의 순찰과 회색지대 활동을 강화하면서 달성되지 못했다.

#### 동중국해의 회색지대 전략
회색지대 전략의 개념은 동중국해에서 중화인민공화국의 접근 방식에 핵심적이었다. 이러한 전술은 무력 충돌 임계치 미만의 활동을 포함하며, 전면적인 전쟁을 유발하지 않고 통제권을 주장하기 위해 고안되었다.
중화인민공화국의 회색지대 전술은 국가 및 국가 지원 선박을 배치하여 외국 선박을 괴롭히고, 분쟁 해역에서의 존재를 정상화하며, 강압적인 조치를 사용하여 반대 주장에 도전하는 것을 포함한다. 이러한 행동은 무인 지역이나 전략적으로 중요하지 않은 지역에서 갈등을 확대하는 것이 논리적이지 않다는 전략적 계산에 의해 추진된다. 분석가들은 중화인민공화국의 접근 방식이 힘의 균형과 더 광범위한 지역 목표에 영향을 받는다고 지적한다.
대만 관점에서 중화인민공화국의 전략은 특정 사건에 이은 초기 침범, 존재의 정상화, 통제권 확대, 그리고 잠재적인 전면적 침공의 네 단계로 설명된다. 다른 분석에서는 이러한 활동이 센카쿠 열도와 같은 분쟁 영토에 대한 효과적인 통제에 도전하고, 지속적인 중화인민공화국의 존재와 집행 능력을 보여주는 것을 목표로 한다고 제안한다.
중화인민공화국 해상 전략
중화인민공화국의 해상 전략은 중국 인민해방군 해군(PLA)의 "군사 전략의 과학"(SMS)에 명시된 원칙에 기반을 둔다. 이 문서는 비전쟁 군사 작전(NWMO)을 국익 확보를 위한 핵심 방법으로 설명한다. 이러한 작전에는 적대자를 저지하고 분쟁 지역에서 주권을 주장하기 위한 대립 및 법 집행 활동이 포함된다.
2020년 SMS 업데이트는 전통적인 군사 작전과 NWMO 사이의 공간을 차지하는 "준전쟁 군사 작전"(QWMO) 개념을 도입했다. 이러한 전략은 억지에 대한 보다 적극적인 해석을 반영하며, 전략적 목표 달성을 위한 강압적 요소를 통합한다.
센카쿠 열도
센카쿠 열도는 중화인민공화국에서 댜오위다오로 알려져 있으며, 동중국해 대륙붕 가장자리에 위치한 무인도 및 암초군이다. 일본 오키나와 남서쪽 약 120해리 떨어진 곳에 위치하며, 일본은 1895년에 이 섬들을 영유한다고 주장했다. 이 지역에 천연자원 잠재력이 있다는 보고가 나온 1970~71년까지는 중화인민공화국의 공식적인 이의 제기는 기록되지 않았다. 이 섬들은 1945년부터 미국 행정부 관할하에 있다가 1972년에 일본에 반환되었다.
이 섬들은 중화인민공화국과 일본 간의 가장 중요한 지정학적 발화점과 안보 경쟁의 중심지를 구성한다. 이 섬들은 동중국해에서 중화인민공화국의 회색지대 활동의 중심지로 묘사된다.
섬들에 대한 분쟁은 주기적으로 격화되었으며, 일본과 중화인민공화국 모두 해상 경계 획정을 위한 상충되는 원칙을 주장하고 있다. 일본은 등거리 방식을 주장하는 반면, 중화인민공화국은 대륙붕의 자연적 연장을 지지한다.
중화인민공화국 선박들은 센카쿠 열도 주변에서 존재감을 크게 늘려 순찰, 해상법 집행, 일본 어업 활동 방해 등의 활동에 참여하고 있다. 이에 대응하여 일본은 해상보안청의 존재를 강화하고 해상 안보 및 방위군 간의 조율된 조치의 필요성을 강조했다.
지역 및 세계적 함의
동중국해에서 중화인민공화국의 회색지대 활동은 광범위한 결과를 초래한다. 이러한 행동은 해양법에 관한 유엔 협약과 같은 기존 해상법 및 국제 규범에 도전한다. 일본은 센카쿠 열도 주변 작전을 통해 중화인민공화국이 이러한 원칙을 훼손하고 있다고 비난했다.
분쟁 해역에서 중화인민공화국 선박의 존재 증가로 일본의 안보 시스템에 부담이 가해졌는데, 이는 해상보안청과 군대 간의 명확한 책임 분담에 의존하기 때문이다. 분석가들은 회색지대 시나리오를 효과적으로 해결하기 위한 보다 통합적인 접근 방식을 권고한다.
중화인민공화국의 전술은 또한 지역 동맹, 특히 미국-일본 제휴의 회복력을 시험한다. 관찰자들은 중화인민공화국이 해상 이익을 증진하기 위해 비전통적인 방법을 사용하는 반면, 미국과 그 동맹국들은 종종 전통적인 전략을 고수하여 불균형을 초래한다고 지적한다. 동맹국 간의 강화된 협력이 중화인민공화국의 회색지대 전략에 대응하는 데 중요하다고 여겨진다.
동중국해와 센카쿠 열도는 동아시아 전략 경쟁의 중심에 남아 있다. 역사적 주장, 자원 잠재력, 진화하는 해상 전략의 상호 작용은 이 지역 분쟁의 복잡성을 강조한다. 중화인민공화국이 회색지대 전술을 계속 사용함에 따라 동중국해는 현대 해상 거버넌스와 지역 안보 역학의 도전을 예시한다.

### 러시아의흑해회색지대 전술
흑해 지역은 지리적 위치 때문에 지정학적으로 매우 중요했다. 이곳은 분쟁이 끊이지 않는 중동, 걸프만, 인도 아대륙과 가장 가까운 지역이며, 중앙아시아, 아프가니스탄, 시리아 또는 이라크와 국경을 접하고 있다.
이러한 연결은 유럽에 더 많은 에너지 자원, 천연가스, 금속 및 희토류를 제공할 뿐만 아니라, 더 넓은 지역의 신흥 시장을 위한 무역 및 운송을 증가시킨다.
소련 해체 후, 1993년에 러시아와 우크라이나는 어업 협정을 맺어 양국이 아조프해 전역에서 어업을 할 수 있도록 했다. 그러나 러시아는 이 협정을 우크라이나의 경계 획정 주장을 부인하고 러시아 해안경비대가 우크라이나 해안 근처에서 어업을 방해하는 것을 허용하는 것으로 해석했다.

### 흑해지역의 회색지대 사건
러시아의 흑해 전략은 두 가지였다. 첫째, 러시아는 힘의 투사를 이용하여 우크라이나에 압력을 가했다. 둘째, 경제 및 군사적 차원에서 NATO에 대항할 수 없다는 것을 인지하고, 러시아는 흑해에서 NATO 국가들과의 직접적인 군사적 충돌을 피하고 하이브리드 전술에 의존했다.
2014년부터 2022년까지, 러시아의 크림반도 합병과 전면적인 군사력 사용 사이에, 이러한 전략은 러시아가 크림반도 주변의 영해라고 주장하는 곳을 통한 무해 통항과 관련된 두 해군 사건, 즉 2018년 11월 25일의 2018년 케르치 해협 사건과 2021년 6월 23일의 HMS 디펜더 사건을 비교하여 명확하게 드러났다.

#### 투즐라 섬 분쟁- 2003년
러시아의 한 민간 기업은 우크라이나 측의 어떤 승인도 없이 러시아 해안에서 케르치 해협 근처의 작지만 전략적으로 중요한 투즐라섬까지 2킬로미터의 댐을 건설하기 시작했다. 케르치 해협의 항로는 이 섬 덕분에 우크라이나 영해를 통과했다. 중요한 점은 건설의 공식 고객이 러시아 준군사 코사크 조직과 관련된 개인들이었다는 것이다. 이 분쟁은 건설 중단과 아조프해 및 케르치 해협 이용에 관한 러시아 연방과 우크라이나 간의 협정 체결로 해결되었다.

#### 2018년 케르치 해협 사건- 2018년
크림반도 합병 이후, 러시아의 회색지대 활동은 시간이 지남에 따라 강화되었다. 2018년 11월 25일, 케르치 해협 사건에서 러시아 해안경비대 선박이 케르치 해협을 통과하려던 우크라이나 군함 3척을 들이받고 발포하여 우크라이나 선원 6명이 부상을 입었고, 이어서 선박과 선원들을 나포했다. 우크라이나 선박은 여전히 유효한 2003년 우크라이나-러시아 아조프해 조약에 따라 통항권이 있었음에도 불구하고, 이 사건에서 러시아는 직접적으로 힘을 투사하는 측이었다.
일부 저자들은 크림반도 해안 해역의 논란이 되는 지위와 크림 대교 보안 규정에서 파생된 법적 불확실성이 다른 국가들의 의사 결정을 복잡하게 만들기 위해 '회색지대'에서 작동하는 데 활용되었다고 제안한다.

#### 2021년 흑해 사건- 2021년
2021년 6월 21일, 러시아 순찰선이 오데사에서 조지아로 항해하던 영국 전함 HMS 디펜더에 경고 사격을 가했고, Su-24M 항공기가 함정의 항로를 따라 폭탄 4발을 투하했다. 영국 관계자들은 이 사건을 러시아의 포격 훈련으로 특징지었다. 또한, 문서들은 이 통과가 영국 정부의 계산된 결정이었고, 전함 사용이 강압적인 외교 목표 추구의 일환이었음을 확인한다.

#### 하이브리드 전쟁과의 연관성
또한 러시아는 적어도 2014년 이후 우크라이나에 대해 체계적으로 사이버 공격을 확대해 왔다. 이는 이전에 사용된 적극적인 조치를 넘어선 하이브리드 전쟁이다. 사이버는 스파이 활동, 파괴적 전쟁, 정보전 및 정치적 불안정화를 위한 부분이다. 이는 산업 제어 시스템(ICS) 및 SCADA 시스템의 코드를 악의적으로 변경하여 물리적 세계에 영향을 미친다. 유사하게, 통신, 은행 및 거래, 운송뿐만 아니라 에너지 및 물과 같은 공공 서비스도 영향을 받을 수 있다.
또한 러시아는 역사적으로 천연가스 공급, 노르드 스트림 2, 그리고 가격 책정을 지정학적 도구로 사용해 왔는데, 특히 2006년과 2009년의 가스 위기에서 우크라이나와 유럽으로의 공급이 중단된 바 있다. 그러나 2013-2014년 위기 동안 러시아는 전면적인 공급 중단보다는 가격 할인 및 부채 재조정과 같은 보다 미묘한 전술을 사용했다. 가스 시장의 세계화와 같은 다양한 요인이 가능하지만, 러시아가 크림반도 합병 당시 '가스 무기'로서 강경한 입장을 취하지 않았음은 분명하다.

### 흑해지역에서러시아의 회색지대 활동에 대한 대응
2014년 러시아의 크림반도 합병은 그곳에 주둔하던 우크라이나 전함과 보급품의 압류를 동반하여 우크라이나 해군을 심각하게 약화시켰다. 합병 이후 8년 동안 우크라이나 정부가 이러한 도전에 대처하려는 노력은 두 가지 주요 장애물에 직면했다. 첫째, 특히 진행 중인 돈바스 전쟁을 고려할 때 심각한 재정 자원 부족이 있었다. 게다가 우크라이나 지도부는 일반적으로 러시아와의 대결을 주로 지상 전쟁 영역으로 간주하여 해군 구성 요소 개발을 소홀히 했다. 둘째, 이 기간 내내 우크라이나는 서방 동맹국들이 중화기를 공급하는 것을 분명히 꺼려했다. 주요 설명은 우크라이나와 러시아 간의 분쟁이 확대되는 것을 피하려는 바람이나 이 분쟁에 휘말리는 것에 대한 두려움이었다.
그들은 연안 포병의 지원을 받는 ‘모스키토 함대’의 보트를 배치하여 2030년까지 수상 함대를 회복하려고 했으나, 이 프로젝트는 기술적 어려움으로 인해 포기되었다. 해군 임무에 부적합한 강 순찰선만 확대된 상태였다. 그들은 영국 설계 및 건조 미사일 고속정과 터키 아다급 초계함을 취역할 계획에 따라 해군 강화 및 공격 능력 추가로 계획을 변경했다. 그러나 NATO의 전쟁 확대에 대한 두려움은 우크라이나 해군이 러시아 해군과 적절히 경쟁할 수 있을 정도로 강화되지 못하게 했다.
러시아의 2014년 우크라이나 침공은 NATO의 전략적 환경 인식에 중대한 변화를 가져왔다. 2014년 웨일스 정상회담에서 러시아는 동맹의 동쪽 경계에서 "전략적 함의를 지닌 도전"으로 다시 등장했다. 보다 군사 중심적인 접근 방식으로의 회귀를 의미하며, 동맹은 "발생하는 도전에, 특히 NATO 영토 주변에서, 며칠 내에 배치될 수 있고, NATO 주변 어디든 단기 통보로 배치 가능한 새로운 동맹 합동군"인 매우 높은 대비태세 합동 태스크포스(VJTF)를 창설했다. 동맹국들은 또한 동맹국의 국방비 지출 감소를 역전시키기로 합의했다.
또한 NATO의 2011년 리스본 정상회의 선언에서 비롯된 포괄적 억지 접근법은 비전통적 위협에 대응하기 위한 한 걸음이지만, 발트해 지역의 경험적 증거는 이것이 디아스포라 관련 회색지대 전술 사용을 가능하게 하는 핵심 영역을 충분히 해결하는 데 아직 효과적이지 못했음을 보여준다.
러시아는 NATO 및 서방 국가들을 배경으로 광범위하게 회색지대 작전을 수행해 왔지만, 서방 국가들은 러시아와의 전쟁 확대에 대한 두려움 때문에 효과적인 조치를 내리지 못하는 것으로 보인다. 우크라이나는 애초에 NATO 회원이 아니기 때문에, 원조 자체가 현재 상황과 큰 격차를 만든다.

## 같이 보기
- 포함외교
- 대리전
- 중국 살라미 전술
- 초한전
- 러시아의 우크라이나 침공
- 러시아의 크림반도 합병

## 더 읽어보기
- Layton, Peter (2021). 《China's Enduring Grey-Zone Challenge》 (PDF) (Online PDF). Air and Space Power Centre. ISBN 9781925062502.

틀:국제 관계